# Game Change
Pour plus de détails, voir Fiche technique et Distribution.
Game Change est un téléfilm biographique américain produit et réalisé par Jay Roach, diffusé en 2012.

## Synopsis
Portrait du gouverneur d'Alaska Sarah Palin en colistière du sénateur John McCain en pleine campagne présidentielle en 2008.

## Fiche technique
- Titre original : Game Change
- Réalisation : Jay Roach
- Scénario : Danny Strong, d'après le livre homonyme de John Heilemann et Mark Halperin (2010)
- Décors : Michael Corenblith (en)
- Costumes : Daniel Orlandi (en)
- Photographie : Jim Denault
- Montage : Lucia Zucchetti (en)
- Musique : Theodore Shapiro
- Production : Amy Sayres, Tom Hanks (exécutif), Gary Goetzman (exécutif) et Jay Roach (exécutif)
- Sociétés de production : HBO Films et Playtone
- Société de distribution : HBO
- Pays d'origine : États-Unis
- Langue originale : américain
- Format : couleur — 1.78 : 1 — Dolby Digital
- Genre : biographie
- Durée : 118 minutes
- Date de diffusion :
  -  États-Unis : 12 mars 2012 sur HBO
  -  France : 8 novembre 2012 sur OCS Max

## Distribution
- Julianne Moore (VF : Danièle Douet[1]) : Sarah Palin, gouverneur d'Alaska
- Woody Harrelson (VF : Emmanuel Jacomy) : Steve Schmidt (en), stratège pour la campagne électorale
- Ed Harris (VF : Patrick Floersheim) : John McCain, sénateur d'Arizona
- Peter MacNicol (VF : Daniel Lafourcade[1]) : Rick Davis, directeur de campagne
- Jamey Sheridan : Mark Salter, conseilleur et concepteur de discours
- Sarah Paulson : Nicolle Wallace
- Ron Livingston (VF : Constantin Pappas[1]) : Mark Wallace
- David Barry Gray : Todd Palin
- Melissa Farman : Bristol Palin
- Brian d'Arcy James : Ted Frank
- Bruce Altman : Fred Davis
- Colby French : Tucker Eskew
- John Rothman : Arthur B. Culvahouse, Jr.
- Tiffany Thornton : Meghan McCain
- Alex Hyde-White : Lindsey Graham
- Justin Gaston : Levi Johnston
- Austin Pendleton : Joe Lieberman

## Production
Les médias américains comme Deadline ont révélé en mars 2011 que Julianne Moore interprèterait le gouverneur de l'Alaska Sarah Palin,. L'actrice fut étonnante de ressemblance, de même d'ailleurs qu'Ed Harris dans le rôle du sénateur de l'Arizona John McCain, candidat républicain à l'élection présidentielle de novembre 2008. Le programme télévisé américain du même mois TVLine rapporta que Woody Harrelson rejoindrait ces deux acteurs pour incarner Steve Schmidt, le conseiller en chef de la campagne. Le film a été entièrement tourné dans l'État du Maryland (Nord-Est des États-Unis).

## Diffusions
Game Change a attiré 2 100 000 téléspectateurs américains, ce qui donna une meilleure audience depuis La Création de Dieu (Something The Lord Made, 2004) de Joseph Sargent sur HBO.
Quant à la France, pour la première fois, il est diffusé à partir du 8 novembre 2012 au début de la soirée sur OCS Max, deux jours après l'élection présidentielle américaine.

## Récompenses
- 2012 : Festival de télévision de Monte-Carlo : Meilleur acteur pour Woody Harrelson
- 2012 : Meilleur casting pour un téléfilm ou mini-série au Casting Society of America Awards
- 2012 : Critics' Choice Television Award de la meilleure actrice dans une série télévisée dramatique pour Julianne Moore
- 2012 : Primetime Emmy Award de la meilleure mini-série ou du meilleur téléfilm
- 2012 : Primetime Emmy Award de la meilleure actrice dans une mini-série ou un téléfilm pour Julianne Moore
- 2012 : Primetime Emmy Award de la meilleure réalisation pour une mini-série ou un téléfilm pour Jay Roach
- 2012 : Primetime Emmy Award du meilleur scénario pour une mini-série ou un téléfilm pour Danny Strong
- 2012 : Satellite Award de la meilleure actrice dans une mini-série ou un téléfilm pour Julianne Moore
- 2013 : Golden Globe de la meilleure mini-série ou du meilleur téléfilm
- 2013 : Golden Globe de la meilleure actrice dans une mini-série ou un téléfilm pour Julianne Moore
- 2013 : Golden Globe du meilleur acteur dans un second rôle dans une série, une mini-série ou un téléfilm pour Ed Harris
- 2013 : Meilleur producteur pour une mini-série ou un téléfilm au Producers Guild of America Awards pour Gary Goetzman, Tom Hanks, Jay Roach, Amy Sayres, Steven Shareshian et Danny Strong
- 2013 : Screen Actors Guild Award de la meilleure actrice dans un téléfilm ou dans une minisérie pour Julianne Moore
- 2013 : Meilleur réalisateur de mini-série ou de téléfilm au Directors Guild of America Awards pour Jay Roach
- 2013 : Meilleur scénario adapté pour une mini-série ou un téléfilm au Writers Guild of America Awards